# Четырёхполосая лептура
Четырёхполосая лептура (лат. Leptura quadrifasciata) — вид жесткокрылых насекомых из подсемейства усачиков (Lepturinae) семейства усачей (Cerambycidae). Распространён в Палеарктике — от Испании до Японии.

## Описание
Длина тела имаго 10—18 мм. Личинки развиваются в лиственных и хвойных валежинах, в том числе ель обыкновенная, лещина обыкновенная, берёза повислая, бук европейский, осина. Окукливание происходит в древесине. Имаго посещают цветки. Helcon ruspator является паразитом личинок данного вида лептур.
Является отличительным видом, у которого передняя часть тела, придатки и брюшная поверхность, за исключением передних краев брюшных сегментов, чёрные, а надкрылья характерно полосатые. Всё насекомое покрыто тонким опушением, чаще тёмным или бледным в зависимости от цвета кутикулы. Голова с грубо скульптированным и вдавленным медиально теменем, а ниже усиков, включая верхнюю губу, густо пунктирована. Глаза поперечные и глубоко выемчатые спереди, виски короткие и выступающие впереди узкой и выпуклой шеи. Антенны у самца длиннее; антенны достигают вершины надкрылий, у самки обычно заходят сразу за середину. Переднеспинка колокольчатая, слегка поперечная, без латеральной скульптуры и краев, с острыми, косо отведенными задними углами, поверхность вогнута с обеих сторон от середины и сужена перед передним и задним краями. Надкрылья наиболее широкие за плечами и сужаются к усеченной вершине с наружными зубцами, поверхность блестящая с очень тонкой пунктировкой, рисунок изменчив в развитии, но обычно состоит из 4 поперечных светлых пятен; очень редко они могут быть редуцированы или слиты, а в крайних случаях надкрылья чёрные с небольшой бледной плечевой отметиной. Ноги длинные и крепкие, бёдра лишь слабо булавовидные, а голени без зубцов, но с 2 хорошо развитыми шпорами на внутреннем вершинном углу. Лапки очень длинные; базальный членик плюсны такой же длины, как и все остальные вместе взятые, терминальный членик всех лапок длинный и изогнутый. Коготки гладкие, с небольшим зубцом у основания.

## Классификация
Выделяют следующие подвиды и варитеты:
- Leptura quadrifasciata caucasica Plavilstshikov, 1924
- Leptura quadrifasciata quadrifasciata Linnaeus, 1758
- Leptura quadrifasciata quadrifasciata var. divisa Plavilstshikov
- Leptura quadrifasciata quadrifasciata var. sexpustulata Plavilstshikov
- Leptura quadrifasciata quadrifasciata var. tixieri Pic